# Льовкін Олексій Сергійович
Льо́вкін Олексі́й Сергі́йович (рос. Лёвкин Алексей Сергеевич; нар. 6 жовтня 1984, Твер, Тверська область, РРФСР, СРСР) — вокаліст і засновник NSBM-гурту M8L8TH. Учасник російсько-української війни, боєць Російського добровольчого корпусу.

## Життєпис
Народився 6 жовтня 1984 року в місті Твер. Навчався у Тверському державному технічному університеті на військовій кафедрі. За спеціальністю артилерист, лейтенант ЗС РФ.
Наприкінці 2003 року утворив гурт M8L8TH, що у 2004 році випустив свій дебютний альбом «Чёрным крылом» (укр. «Чорним крилом»). До 2006 року гурт активно виступав у своєму рідному місті на місцевих блек-метал-фестивалях. На початку 2000-х років зустрічався з російським неоязичником націонал-анархістом і неонацистом Олексієм Добровольським, більш відомим як Доброслав.
Паралельно з активною діяльністю M8L8TH, у 2005 році заснував власний сайд-проєкт Whisper of Runes (укр. Шепіт рун).
У 2006 році Льовкіна заарештовують у справі «тверського угруповання» і звинувачують у збройному нападі. Крім інших звинувачень, лідеру M8L8TH інкримінували три вбивства та один замах на ґрунті національної нетерпимості, які слідству зрештою так і не вдалося довести, через що в грудні 2007 року того звільнили з-під варти, а звинувачення проти нього зняли.
27 липня 2010 року Тверський обласний суд ухвалив вирок у справі «тверського угруповання». Льовкіну інкримінували втягнення неповнолітнього у вчинення злочину, розпалювання ненависті або ворожнечі за ознаками раси, національності тощо, та призначили 3 роки і 6 місяців умовного терміну ув'язнення з випробувальним терміном на 2 роки. Тоді ж Льовкіна було визнано неосудним, тому покарання змінили на примусове психіатричне лікування.
Льовкіна помістили в Обласну психіатричну лікарню № 1 імені Літвінова в Твері. Уже в січні 2011 року Калінінський районний суд, до чийого відання перейшов контроль за справою Льовкіна, на прохання головлікаря лікарні перевів пацієнта зі спеціалізованого стаціонару в загальний. Вже у вересні 2011 року, пробувши на лікуванні менш як рік, той вийшов із психіатричної лікарні.
Після звільнення разом з M8L8TH, що весь цей час не припиняв свого існування, відновив концертну діяльність. Того ж року в Москві засновано Asgardsrei — щорічний фестиваль NSBM-музики, що після 2014 року стали організовувати в Києві.
Згодом, у 2013 році, в рідному місті заснував ще один блек-метал-гурт — сайд-проєкт Adolfkvlt (також відомий під скороченою назвою Akvlt), який згодом переїхав в Україну.

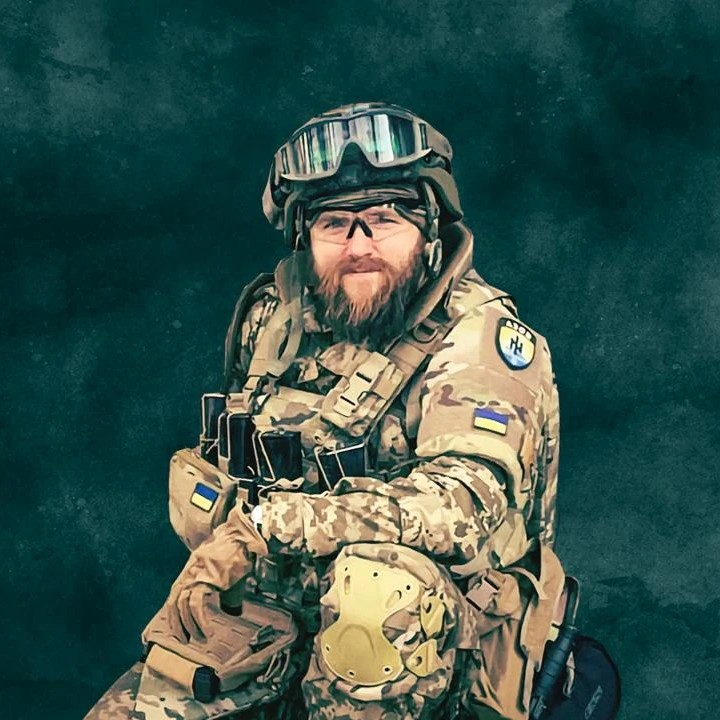
Олексій Льовкін у бойовому спорядженні та з шевроном «Азовa» старого зразка

У 2014 році переїхав до Києва (за іншими даними — у 2015), брав участь у російсько-українській війні на боці України у складі батальйону «Азов». У 2017 році в Одесі вів лекції, присвячені життю і творчості італійського філософа Юліуса Еволи, а в наступному році звільнився з «Азову» і почав працювати у молодіжних азовських організаціях.
У травні 2018 року Лефортовський районний суд Москви заочно санкціонував арешт Льовкіна у справі про участь в екстремістському співтоваристві (частина 2 статті 282.1 КК РФ) і збудження ненависті або ворожнечі (частина 1 статті 282 КК РФ). У картці справи не повідомляється про яке саме екстремістське співтовариство йдеться, проте сам Льовкін вважає, що мова йде про співтовариство WotanJugend — здебільшого музичну організацію, що просуває ультраправі ідеї націонал-соціалізму, а також німецько-скандинавську культуру. Справу, за його словами, порушили ще у 2014 році. Згодом це підтверджено карткою Льовкіна з бази даних МВС Росії, де датою порушення справи вказано 4 грудня 2014 року.
На момент повномасштабного вторгнення Росії в Україну 24 лютого 2022 року опинився в лавах територіальної оборони «Азов—Київ» — майбутньої 3-ї окремої штурмової бригади ЗСУ.
Навесні 2023 року в складі Російського добровольчого корпусу разом з легіоном «Свобода Росії» брав участь у боях на теренах Бєлгородської області, через що згодом його було оголошено в розшук на території Росії. В різний час брав участь у бойових діях на Запорізькому напрямку і під Авдіївкою як командир мінометної батареї.

## Дискографія

### M8L8TH
- 2004: Чёрным Крылом
- 2008: Непоколебимая Вера
- 2011: WotanJugend
- 2013: Сага о чёрном марше
- 2018: Reconquista
- 2020: Teorassologie
- 2023: Nekrokrator

### Whisper of Runes
- 2012: Centuries-old Winter
- 2014: Templum Victoriae
- 2020: Crystal Knight

### Adolfkvlt
- 2013: Adolfkvlt
- 2016: Грядёт